# Araniella cucurbitina
Araniella cucurbitina es una especie de araña de la familia Araneidae.

## Localización y características
Estas arañas se reproducen en la región paleártica, aunque se pueden encontrar en algunas partes de América del Norte y América del Sur.
Las hembras crecen hasta 8 mm, solo los machos de hasta 5 mm. La araña se encuentra principalmente en los claros del bosque, donde teje su tela circular entre las hojas y flores, estas son de unos 10 cm de diámetro.